# Nisu
Pour les articles homonymes, voir Yi.
Le nisu ou yi méridional est une des variétés de la langue yi, une langue lolo-birmane parlée par la minorité yi (彝) dans le Sud du Yunnan (République populaire de Chine). En plus d'une écriture classique, il est aussi écrit au moyen d'une écriture standardisée dans les années 1980. Les deux écritures sont toutes logographiques. On lui compte 500 000 locuteurs. 
Il a comme particularité phonétique l'existence de voyelles fricatives labiales et rétroflexes (notées -ur et -yr en romanisation).